# Crotalaria occulta
Crotalaria occulta är en ärtväxtart som beskrevs av George Bentham. Crotalaria occulta ingår i släktet sunnhampor, och familjen ärtväxter. Inga underarter finns listade i Catalogue of Life.